# هايدن تينتو
هايدن تينتو (بالإنجليزية: Hayden Tinto)‏ (مواليد 31 أغسطس 1985 في بورت أوف سبين) لاعب كرة قدم ترينيدادي دولي يجيد اللعب في خط الوسط . يلعب حاليا لصالح نادي غو بابليك الترينيدادي منذ 2009 .

## روابط خارجية
- هايدن تينتو على موقع قاعدة بيانات كرة القدم.إي يو (الإنجليزية)
- هايدن تينتو على موقع ناشيونال فوتبول تيمز (الإنجليزية)
- هايدن تينتو على موقع كووورة